# Nuix
Nuix ist ein australisches Technologieunternehmen, das investigative Analyse- und Intelligence-Software zur Gewinnung von Wissen aus unstrukturierten Daten herstellt. Zu den Anwendungen der Technologie des Unternehmens gehören Berichten zufolge digitale Forensik, Finanzkriminalität, Insiderermittlungen, Datenschutz, Datenverwaltung, eDiscovery und die Einhaltung gesetzlicher Vorschriften. Berichten zufolge wurde die Software des Unternehmens im Dezember 2020 von 1000 Kunden in 79 Ländern genutzt. Das Unternehmen hat seinen Hauptsitz in Sydney, Australien, mit Niederlassungen in Asien, Europa, dem Nahen Osten und Nordamerika.

## Geschichte
Nuix wurde 2005 mit dem Ziel gegründet, große Mengen unstrukturierter Daten leicht durchsuchbar zu machen. Von 2006 bis 2016 wuchs das Unternehmen von nur zwei Entwicklern auf über 400 Mitarbeiter.
Im Jahr 2010 erhielt Nuix von der United States Securities and Exchange Commission einen Fünfjahresvertrag. Im Jahr 2014 wurde das Unternehmen zum Industriepartner der International Multilateral Partnership Against Cyber Threats (IMPACT) ernannt. Im Jahr 2017 ernannte der Nuix-Vorstand Rod Vawdrey zum Chief Executive Officer. Im November 2020 machte das Unternehmen den amerikanischen Anwalt und Diplomaten Jeffrey Bleich zu seinem Vorsitzenden. Im Dezember 2020 wurde Nuix an der Australian Securities Exchange mit einem Börsengang notiert, bei dem das Unternehmen einen Wert von 1,8 Milliarden AUD hatte. Im Oktober 2021 ernannte der Nuix-Vorstand Jonathan Rubinsztein zum Group Chief Executive Officer.

## Eigentum
Nuix ist eine Aktiengesellschaft, die an der Australian Securities Exchange (ASX: NXL) notiert ist. Im Jahr 2020 war die Macquarie Group mit einem Anteil von etwa 30 % der größte Anteilseigner.

## Kontroversen
Nach dem Börsengang untersuchte die Australian Securities and Investments Commission (ASIC) „verdächtige Umsatzprognosen“, die im Prospekt von Nuix veröffentlicht wurden. ASIC schloss seine Untersuchung der Prognosen im Februar 2022 ab und sagte, es werde keine weiteren Maßnahmen ergreifen. Berichten zufolge brach das Unternehmen im Mai 2021 die Beziehungen zum ehemaligen Vorstandsvorsitzenden Tony Castagna ab, nachdem bekannt wurde, dass die Australian Federal Police mutmaßliche Verstöße gegen den Corporations Act 2001 untersucht.
Im Juni 2021 durchsuchte die Australian Federal Police die Büroetagen des Unternehmens im Rahmen einer Untersuchung „gegen bestimmte Personen“ wegen angeblichen Insiderhandels. Das Unternehmen gab später bekannt, dass es Stephen Doyle „im gegenseitigen Einvernehmen“ als CFO entlassen hatte und CEO Rod Vawdrey zurückgetreten war.

## Technologien und Anwendungen
Nuix vermarktet Software für eDiscovery, digitale forensische Untersuchungen, Sicherheit, Intelligence, Governance, Risiko und Compliance basierend auf der Nuix Engine. Diese kombiniert Lastausgleich, Fehlertoleranz und Verarbeitungstechnologien, um „Erkenntnisse aus großen Mengen unstrukturierter, halbstrukturierter und strukturierter Daten zu liefern“. Mehrere Funktionen der Nuix Engine wurden 2011 zum Patent angemeldet.
Im Jahr 2013 stellte Nuix dem Internationalen Netzwerk investigativer Journalisten (ICIJ) eine begrenzte Anzahl kostenloser Softwarelizenzen zur Verfügung, das Nuix zur Untersuchung der Offshore-Leaks-Daten nutzte. In den Jahren 2016 und 2017 nutzten auch die Süddeutsche Zeitung und das ICIJ die Software von Nuix zur Analyse der Panama Papers und der Paradise Papers. Mithilfe der Software machte das Untersuchungsteam der Panama Papers 2,6 Terabyte gescannter Dokumente durchsuchbar und extrahierte Metadaten, die Journalisten dabei halfen, in diesen Dokumenten Querverweise zu Personen, Orten und Geschäftseinheiten zu finden.

## Auszeichnungen und Anerkennung
- Im Jahr 2009 gewann Nuix einen Exportpreis des NSW Australian Technology Showcase (ATS) [24] und einen NSW Emerging Exporter Award.[20]
- Im Jahr 2012 gewann es die Kategorie Informations- und Kommunikationstechnologie der Australian Export Awards.
- Im Jahr 2015 gewann es die Auszeichnung Premier's NSW Exporter of the Year.[21]
- Im Oktober 2015 gab das Unternehmen bekannt, dass es mit seinem gemeinnützigen Produkt Proof Finder mehr als 250.000 US-Dollar für Room to Read gesammelt hat.[21]
- Im Jahr 2016 wurden Nuix-Produkte bei den Cyber Security Awards als forensisches Produkt des Jahres[22] und bei den Australian Business Awards als Innovation ausgezeichnet.[23]
- Im Oktober 2016 gewann Nuix bei den Australian Growth Company Awards die Auszeichnung Macquarie Capital Technology Growth Company of the Year.[24]